# Pâhnești
Pâhnești – wieś w Rumunii, w okręgu Vaslui, w gminie Arsura. W 2011 roku liczyła 445 mieszkańców.